# 多格骨牌
多格骨牌（Polyomino），又稱多連塊、多連方、多方塊或多連方塊，是由全等正方形連成的圖形，包括四格骨牌、五格骨牌、六格骨牌等，n格骨牌的個數為（鏡射或旋轉視作同一種）：
1, 1, 1, 2, 5, 12, 35, 108, 369, 1285, 4655, 17073, 63600, 238591, 901971, 3426576, 13079255, 50107909, 192622052, 742624232, 2870671950, ... （OEIS數列A000105）
除了n=0, 1, 2的顯然易見的條件以外，只有n=5的時候才能用所有的n格骨牌填滿一個長方形（見五格骨牌#長方形填充），n=3的情形顯然無解，對n=4和n=6無解的證明需要使用肢解西洋棋盤問題的概念，而{\displaystyle n\geq 7}時，n格骨牌中有些骨牌的中間有空洞，因此也無解。

12個五格骨牌形成一個8×8平方，刪除中間的2x2平方

35個六格骨牌（两面），不考慮對稱相同則有60個片面骨牌。 不同顏色代表不同对称性类型。

94個六格骨牌的密铺

## 列表
多格骨牌有三种，以对称分类：

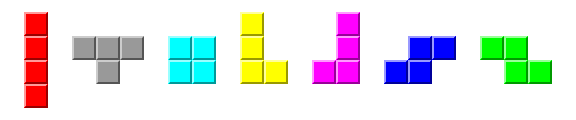
7種片面四格骨牌（ = 4）

12種両面五格骨牌（ = 5）。每個骨牌使用一个拉丁字母的字母。

1. 自由（两面）骨牌（刚体）：平移、转动、反射、Glide reflection；可以包括洞以及單連通（无洞）的骨牌
2. 一片面：平移、转动（不可反射）
3. 固定（有向）：平移（不可转动、不可反射）

| {\displaystyle n} | 名称       | 兩面（自由） | 片面（單邊） | 有向（固定） |
| ----------------- | ---------- | ------------ | ------------ | ------------ |
| 1                 | 一格骨牌   | 1            | 1            | 1            |
| 2                 | 二格骨牌   | 1            | 1            | 2            |
| 3                 | 三格骨牌   | 2            | 2            | 6            |
| 4                 | 四格骨牌   | 5            | 7            | 19           |
| 5                 | 五格骨牌   | 12           | 18           | 63           |
| 6                 | 六格骨牌   | 35           | 60           | 216          |
| 7                 | 七格骨牌   | 108          | 196          | 760          |
| 8                 | 八格骨牌   | 369          | 704          | 2725         |
| 9                 | 九格骨牌   | 1285         | 2500         | 9910         |
| 10                | 十格骨牌   | 4655         | 9189         | 36446        |
| 11                | 十一格骨牌 | 17073        | 33896        | 135268       |
| 12                | 十二格骨牌 | 63600        | 126759       | 505861       |
| 13                | 十三格骨牌 | 238591       | 476270       | 1903890      |
| 14                | 十四格骨牌 | 901971       | 1802312      | 7204874      |
| 15                | 十五格骨牌 | 3426576      | 6849777      | 27394666     |

## 计算算法
- 母函数
- 传递矩阵法[5][6]，这使用统计力学的渗流理论（阅读文章，扩充内容）

## 渐近分析
若A(n)是自由n格骨牌的总数，則有猜想說明
{\displaystyle A_{n}\sim c\lambda ^{n}/n}
其中{\displaystyle c\approx 0.3169,\ \lambda \approx 4.0626}。但是这个是未解决的问题，缺乏证明。
但是有证明表示A為指數增長（{\displaystyle 4.00253<\lambda <4.65}）
{\displaystyle \lim _{n\to \infty }(A_{n})^{1/n}=\lambda }

## 密铺
- 双体模型，使用二格骨牌密铺格子
- 康威準則
- 娛樂數學
- 王氏砖[10]

這些問題有些是NP完全的，或與递归集合有關。

### 平面
任何少於或等於六格的骨牌都可以鋪滿整個平面，因為它們都滿足康威準則，而在全部108種七格骨牌中，有101種滿足康威準則，有104種可以鋪滿整個平面，另外4種（包括唯一一個中間有洞的那種）無法鋪滿整個平面，至於369種八格骨牌則有320種滿足康威準則，有343種可以鋪滿整個平面；1285種九格骨牌中則有960種滿足康威準則，有1050種可以鋪滿整個平面。

### 长方形

L骨牌有次数2

若需要至少n個多格骨牌P覆盖任何长方形（或矩形的格子），则n是P的次数（order）。若一個多格骨牌不可以覆盖（如Z形的四格骨牌），則其次数是未定义的。
L形骨牌有次数2。
次数{\displaystyle 4n}的骨牌存在（n是整数）。

次数3的骨牌不存在。
可不可以使用5、7或9個骨牌密铺一个长方形這個問題仍未解答。有次数2的骨牌P，可以使用11個P覆盖一个更大的长方形。
更大奇数次数的骨牌存在。
截至2020年，有两个未解决的问题：

可以使用11個六格骨牌密铺长方形

- 奇数次数的多格骨牌存在嗎？
- 若可以用n個骨牌密铺一个长方形，且n是奇数，最小的n為何？现在已知n最多為11。

## 謎題和遊戲
- 有些數獨#變體用多格骨牌
- 角鬥士棋
- 俄羅斯方塊

### 最小面积
若可以用骨牌A覆盖每個n格骨牌，则A是共同超形式（common superform、CS）。若A是共同超形式中面积最小的那個，则A是最小共同超形式（minimal common superform、MCS）。比如，五格骨牌的MCS是下面两個九格骨牌。无论P是哪一個五格骨牌，P都可以放在这两個骨牌裡。
```
  ###     ###
#####    #####
  #       #

```